# Merowingerzeit

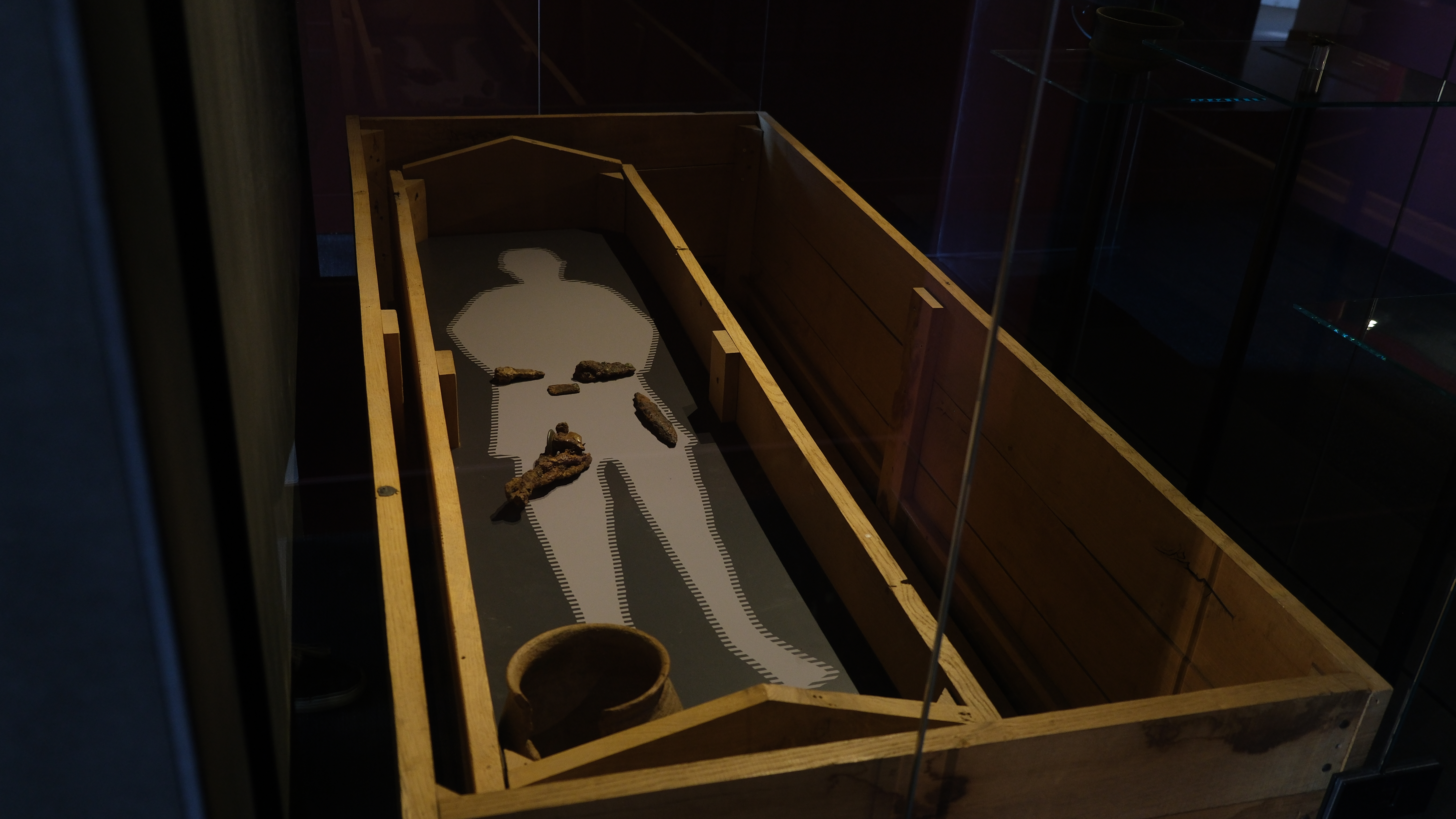
Rekonstruktion eines Grabes aus der Merowingerzeit, Museum im Schloss Wijchen (bei Nijmegen, Niederlande)

Als Merowingerzeit bezeichnet die ur- und frühgeschichtliche Archäologie eine archäologische Periode der Frühgeschichte Mitteleuropas, deren archäologischer Fundhorizont vor allem durch das Auftreten der Reihengräberfelder definiert wird, die etwa ab Mitte des 5. Jahrhunderts in Mitteleuropa beginnen und zumeist um 700 n. Chr. enden. Das Jahr 375 wird in der historischen Forschung traditionell als Beginn der Völkerwanderung angesehen. Der Merowingerzeit geht die archäologische Periode Völkerwanderungszeit voraus, die archäologische Periode Karolingerzeit folgt ihr nach.
In der historischen Geschichtsforschung wird diese archäologische Periode auf die Zeit der Merowinger bezogen; als frühgeschichtlicher Kulturraum der Merowingerzeit sind – nach Hermann Ament – die Herrschaftsgebiete der Merowinger anzusehen, d. h. die ehemaligen Provinzen des römischen Imperiums in Gallien sowie die von Franken und Thüringern besiedelten Gebiete rechts des Rheins. Für die an die Reiche der Merowinger angrenzenden Gebiete wird die Bezeichnung Merowingerzeit gleichfalls angewendet, etwa für die Siedlungsräume der Sachsen und Friesen. Das gilt ferner auch für den Terminus östlich-merowingischer Kreis, der in der heutigen Forschung richtiger – so Ament – durch den Begriff östlicher Reihengräberkreis ersetzt wurde.
Den Beginn der Merowingerzeit setzt die Geschichtsforschung mit der Machtübernahme Chlodwigs nach dem Tod seines Vaters Childerich von Tournai im Jahr 482 an, als ihr Ende wird meist die Krönung von Pippin dem Jüngeren als erstem König der Karolinger 751 definiert.
Detaillierte Forschungsergebnisse zur Archäologie germanischer Verbände – etwa der Alamannen, Bajuwaren, Burgunden, Franken und Thüringer – werfen weitere aussagekräftige Schlaglichter auf die historischen Ereignisse während der Regierungszeit der Merowinger.

## Archäologische Funde
Zur Merowingerzeit liegen als archäologische Quellen vor allem Grabfunde – d. h. Grabbeigaben aus Körperbestattungen – vor. Siedlungsfunde liegen zwar selten vor, für verlässliche Aussagen in der historischen Forschung sind die Ausgrabungsergebnisse mittlerweile schon geeignet. Hortfunde dagegen kommen sehr selten vor.
Aus den archäologischen Funden lassen sich in groben Zügen wichtige Bereiche der Merowingerzeit darstellen.